# Dorfkirche Solpke

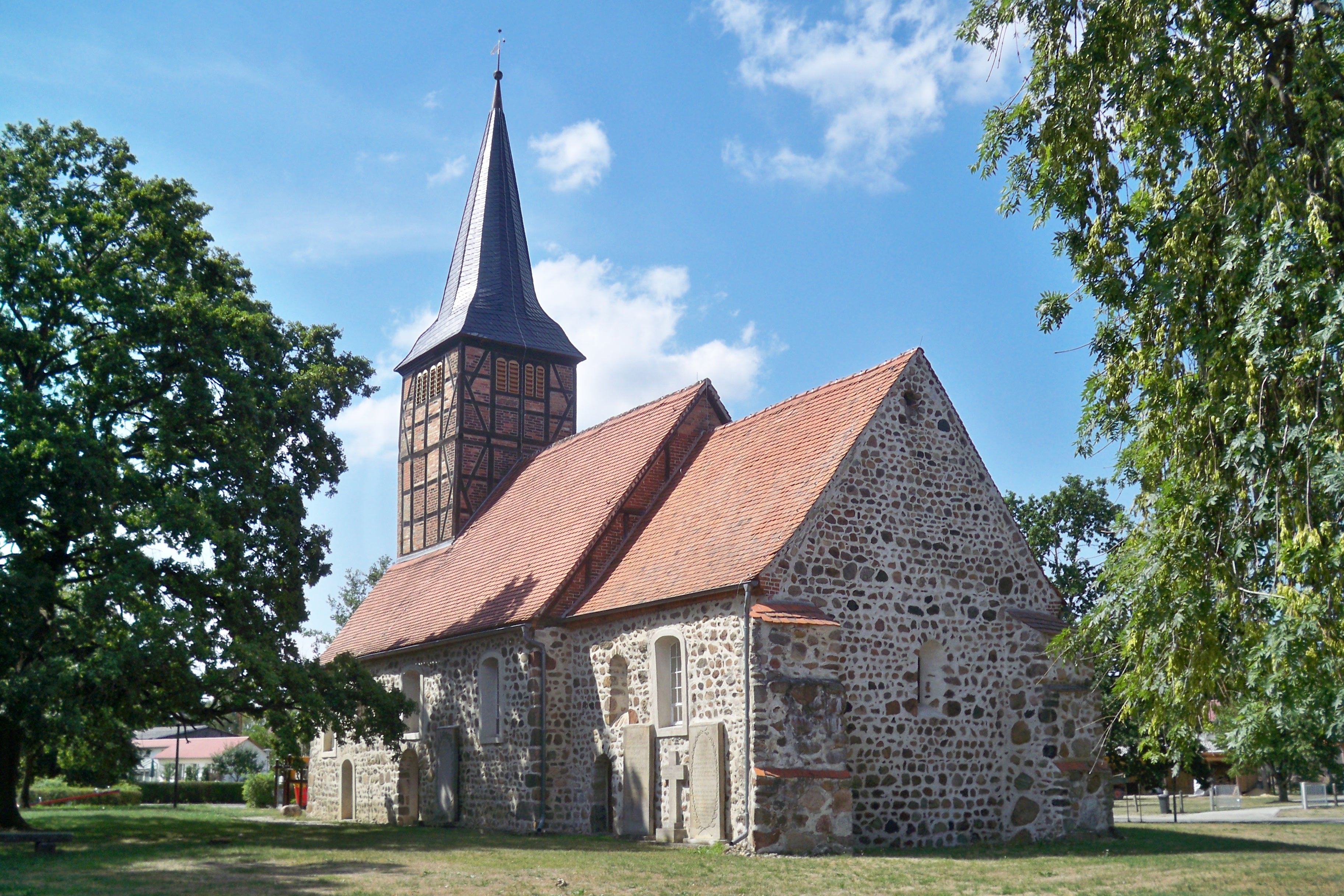
Dorfkirche von Südosten

Die Dorfkirche Solpke ist die evangelische Kirche des Dorfes Solpke in Sachsen-Anhalt.

## Architektur und Geschichte
Der spätromanische aus Feldsteinen errichtete Bau mit seinem rechteckigen eingezogenen Chor stammt aus der Mitte des 13. Jahrhunderts.  Der auf der Westseite befindliche Dachreiter ist als Fachwerk ausgeführt und entstand 1773. Aus der Ursprungszeit stammen die noch erkennbaren Rundbogenfenster. Bemerkenswert ist der Fensterrahmen des östlichen Fensters. Er konnte dendrochronologisch auf die Zeit um 1250 datiert werden. Für den Dachstuhl ergibt sich nach dieser Methode eine Entstehung im Jahr 1442. Eine letzte Instandsetzung des Kirchengebäudes erfolgte in den 1980er Jahren.
Ursprünglich gehörte die Kirche zum Bistum Verden und war dort das südlichste Gotteshaus. Heute gehört sie zum Kirchenkreis Salzwedel der Evangelischen Kirche in Mitteldeutschland.

## Innenausstattung
Die Decke des Kircheninneren besteht aus einer flachen Holzbalkendecke. Von der Ausstattung ist der aus dem 18. Jahrhundert stammende Kanzelaltar mit polygonaler Kanzel erwähnenswert. An den Brüstungen befindet sich eine geschnitzte Figur des Heiligen Thomas, die vermutlich zunächst zu einem spätgotischen Schnitzretabel gehörte. Weiterhin befindet sich dort ein gemalter Kopf Christi der wohl ursprünglich zur Türklappe einer Gerätenische gehört hatte.
Zu erwähnen ist darüber hinaus ein aus dem Mittelalter stammender Opferstock sowie eine Taufe aus dem Jahr 1752. Die Kirche verfügt auch über eine vom Anfang des 16. Jahrhunderts stammende Bronzeglocke.